# Don Behm

Zawodnik Michigan State Spartans

Donald Ray „Don” Behm (ur. 13 lutego 1945 w Vancouver w stanie Waszyngton) – amerykański zapaśnik walczący w stylu wolnym. Srebrny medalista olimpijski z Meksyku 1968, w kategorii do 57 kg.
Wicemistrz świata w 1969 i 1971; czwarty w 1973; piąty w 1970 i 1967. Złoty medalista igrzysk panamerykańskich w 1971. Drugi w Pucharze Świata w 1973 roku.
Zawodnik New Trier High School w Winnetka i Michigan State University. Dwa razy All-American w NCAA Division I (1965–1967). Drugi w 1967 i trzeci w 1965 roku.
Mistrz świata weteranów w 1993. Nieoficjalny asystent trenera USA na igrzyskach w Monachium 1972 i trener Ekwadoru w Montrealu 1976. Trener zapasów, między innymi w East Lansing High School.

## Letnie Igrzyska Olimpijskie 1968
| Konkurencja      | Rundy eliminacyjne      | Rundy eliminacyjne   | Rundy eliminacyjne | Rundy eliminacyjne      | Rundy eliminacyjne      | Rundy eliminacyjne  | Rundy eliminacyjne | Klas. końcowa |
| Konkurencja      | Przeciwnik I            | Przeciwnik II        | Przeciwnik III     | Przeciwnik IV           | Przeciwnik V            | Przeciwnik VI       | Przeciwnik VII     | Miejsce       |
| ---------------- | ----------------------- | -------------------- | ------------------ | ----------------------- | ----------------------- | ------------------- | ------------------ | ------------- |
| 57 kg styl wolny | Muhammad Sardar (PAK) Z | Javier Raxón (GUA) Z | wolny los Z        | Bishambar Singh (IND) Z | Abutaleb Talebi (IRI) P | Iwan Szawow (BUL) Z | Ali Alijew (URS) Z | 2.            |